# Вікіпедія мовою фульфульде
Вікіпедія мовою фульфульде (фульфульде Wikipeediya) — розділ Вікіпедії мовою фульфульде. Створена у 2004 році. Вікіпедія мовою фульфульде станом на 25 березня 2025 року містить 8120 статей, 10 896 зареєстрованих користувачів, 42 активних дописувачів, 3 адміністраторів
. Загальна кількість сторінок у Вікіпедії мовою фульфульде — 21 648, редагувань — 101 905, мультимедійні файли відсутні
. Глибина (рівень розвитку мовного розділу) Вікіпедії мовою фульфульде мала і становить 13.1 пунктів
. 

## Історія
- Березень 2015 — створена 100-та стаття[3].

## Статистика
Відвідуваність головної сторінки Вікіпедії мовою фульфульде за останні три місяці: